# 369年
| 千纪： | 1千纪                                                                                           |
| 世纪： | 3世纪 \| 4世纪 \| 5世纪                                                                         |
| 年代： | 330年代 \| 340年代 \| 350年代 \| 360年代 \| 370年代 \| 380年代 \| 390年代                       |
| 年份： | 364年 \| 365年 \| 366年 \| 367年 \| 368年 \| 369年 \| 370年 \| 371年 \| 372年 \| 373年 \| 374年 |
| 纪年： | 己巳年（蛇年）；东晋太和四年；前凉升平十三年；代国建国三十二年；前秦建元五年；前燕建熙十年      |

## 大事记
- 中国
  - 桓温第三次北伐前燕，前燕許以虎牢以西土地作條件向前秦求救，桓溫於枋頭之戰因粮尽撤退，被前秦與前燕聯軍击败，戰後慕容垂聲名日盛，但遭到主政的慕容評及可足渾太后逼害而投奔前秦。
  - 桓溫北伐攻燕失敗後，諉罪於豫州刺史袁真，袁真以壽春叛歸前燕。
  - 十一月，前秦因前燕反悔不給虎牢以西土地，爆發前秦滅前燕之戰。
- 日本
  - 出兵朝鮮南部，前後任那成立。